# Mus vulcani
Mus vulcani és una espècie de mamífer rosegador de la família dels múrids. És endèmic de les muntanyes de l'oest de Java (Indonèsia), on viu a altituds d'entre 2.000 i 3.000 msnm. El seu hàbitat natural són les selves montanes. És una espècie en risc mínim, és a dir, no sembla que hi hagi cap amenaça significativa per a la seva supervivència. El seu nom específic, vulcani, significa ‘del volcà’ en llatí.